# Uza
Uza est une commune du sud-ouest de la France, située dans le département des Landes (région Nouvelle-Aquitaine).
Les habitants d'Uza se nomment les Uzaquois.

## Géographie

### Localisation
Commune située dans le Pays de Born, à 12 km de la côte landaise, 18 km au sud de Mimizan, 35 km au nord-nord-ouest de Dax et 58 km à l'ouest de Mont-de-Marsan (à vol d'oiseau).

### Communes limitrophes
Les communes limitrophes sont  Lit-et-Mixe, Lévignacq, Mézos et Saint-Julien-en-Born.
| Saint-Julien-en-Born |     | Mézos     |
|                      | Uza | Lévignacq |
| Lit-et-Mixe          |     |           |

### Hydrographie
L'étang de la forge d'Uza est un plan d'eau artificiel d'environ 6 ha propriété des « Domaines d'Uza ».
La commune est traversée par les cours d'eau suivants :
- ruisseau du Vignac, alimentant l'étang précité
- ruisseau de la Coste Heince, affluent droit du ruisseau précité
- le courant, exutoire de l'étang de la forge d'Uza
- ruisseau du pas du Kaa, affluent droit du courant

### Climat
Pour des articles plus généraux, voir Climat de la Nouvelle-Aquitaine et Climat des Landes.
Historiquement, la commune est exposée à un climat océanique aquitain.  
En 2020, Météo-France publie une typologie des climats de la France métropolitaine dans laquelle la commune est exposée à un climat océanique et est dans la région climatique  Littoral charentais et aquitain, caractérisée par une pluviométrie élevée en automne et en hiver, un bon ensoleillement, des hiver doux (6,5 °C), soumis à la brise de mer.
Pour la période 1971-2000, la température annuelle moyenne est de 13,4 °C, avec une amplitude thermique annuelle de 13,6 °C. Le cumul annuel moyen de précipitations est de 1 210 mm, avec 13,1 jours de précipitations en janvier et 7,5 jours en juillet. Pour la période 1991-2020, la température moyenne annuelle observée sur la station météorologique la plus proche, située sur la commune de Rion-des-Landes à 25 km à vol d'oiseau, est de 13,7 °C et le cumul annuel moyen de précipitations est de 1 182,9 mm,. Pour l'avenir, les paramètres climatiques de la commune estimés pour 2050 selon différents scénarios d’émission de gaz à effet de serre sont consultables sur un site dédié publié par Météo-France en novembre 2022.

## Urbanisme

### Typologie
Au 1er janvier 2024, Uza est catégorisée commune rurale à habitat très dispersé, selon la nouvelle grille communale de densité à sept niveaux définie par l'Insee en 2022.
Elle est située hors unité urbaine et hors attraction des villes,.

### Occupation des sols

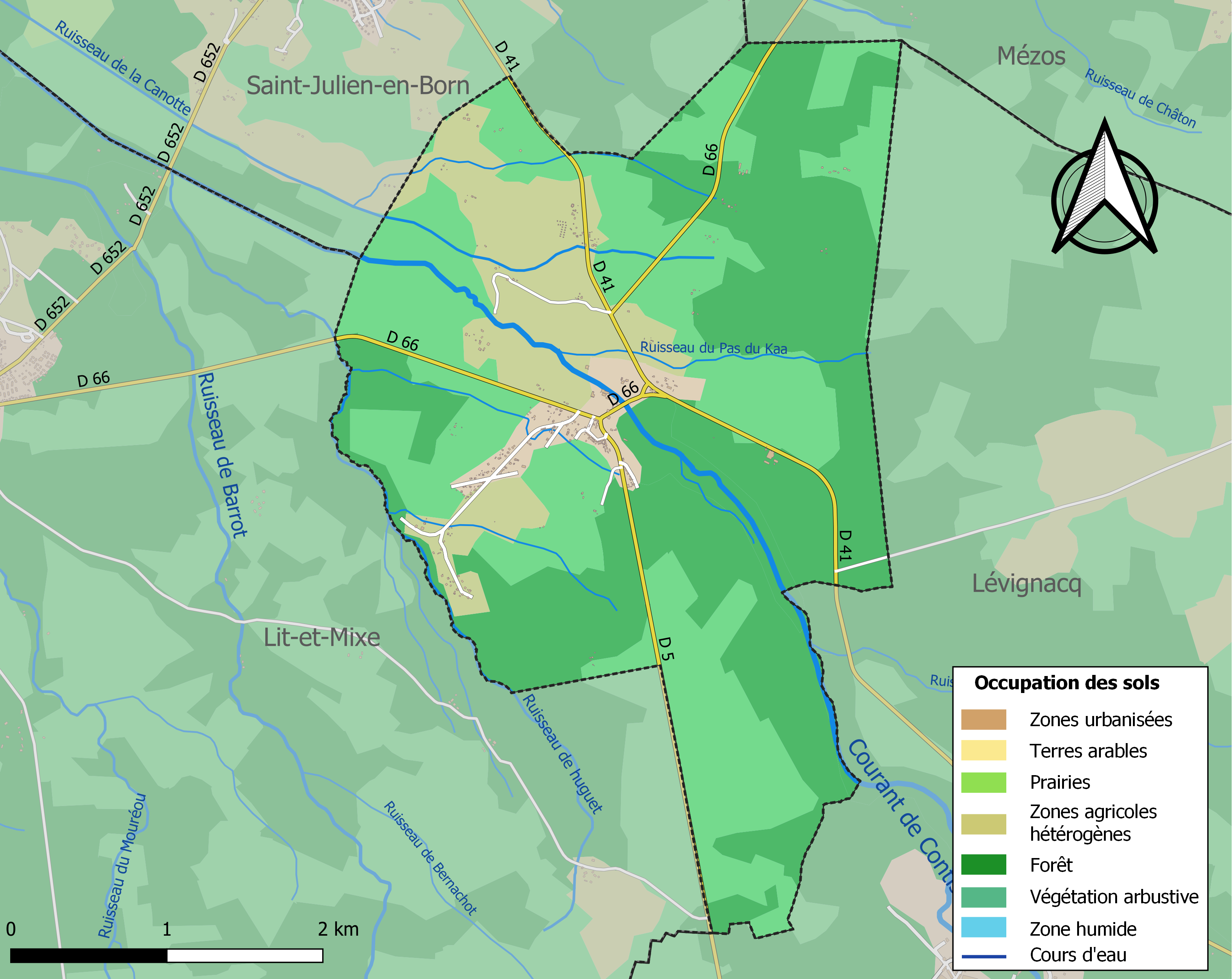
Carte des infrastructures et de l'occupation des sols de la commune en 2018 (CLC).

L'occupation des sols de la commune, telle qu'elle ressort de la base de données européenne d’occupation biophysique des sols Corine Land Cover (CLC), est marquée par l'importance des forêts et milieux semi-naturels (82,5 % en 2018), en diminution par rapport à 1990 (90,5 %). La répartition détaillée en 2018 est la suivante : forêts (42,9 %), milieux à végétation arbustive et/ou herbacée (39,6 %), zones agricoles hétérogènes (13,9 %), zones urbanisées (3,6 %). L'évolution de l’occupation des sols de la commune et de ses infrastructures peut être observée sur les différentes représentations cartographiques du territoire : la carte de Cassini (XVIIIe siècle), la carte d'état-major (1820-1866) et les cartes ou photos aériennes de l'IGN pour la période actuelle (1950 à aujourd'hui).

### Risques majeurs
Le territoire de la commune d'Uza est vulnérable à différents aléas naturels : météorologiques (tempête, orage, neige, grand froid, canicule ou sécheresse), feux de forêts, mouvements de terrains et séisme (sismicité très faible). Un site publié par le BRGM permet d'évaluer simplement et rapidement les risques d'un bien localisé soit par son adresse soit par le numéro de sa parcelle.
Uza est exposée au risque de feu de forêt. Depuis le 20 avril 2016, les départements de la Gironde, des Landes et de Lot-et-Garonne disposent d’un règlement interdépartemental de protection de la forêt contre les incendies. Ce règlement vise à mieux prévenir les incendies de forêt, à faciliter les interventions des services et à limiter les conséquences, que ce soit par le débroussaillement, la limitation de l’apport du feu ou la réglementation des activités en forêt. Il définit en particulier cinq niveaux de vigilance croissants auxquels sont associés différentes mesures,.
Les mouvements de terrains susceptibles de se produire sur la commune sont des tassements différentiels.

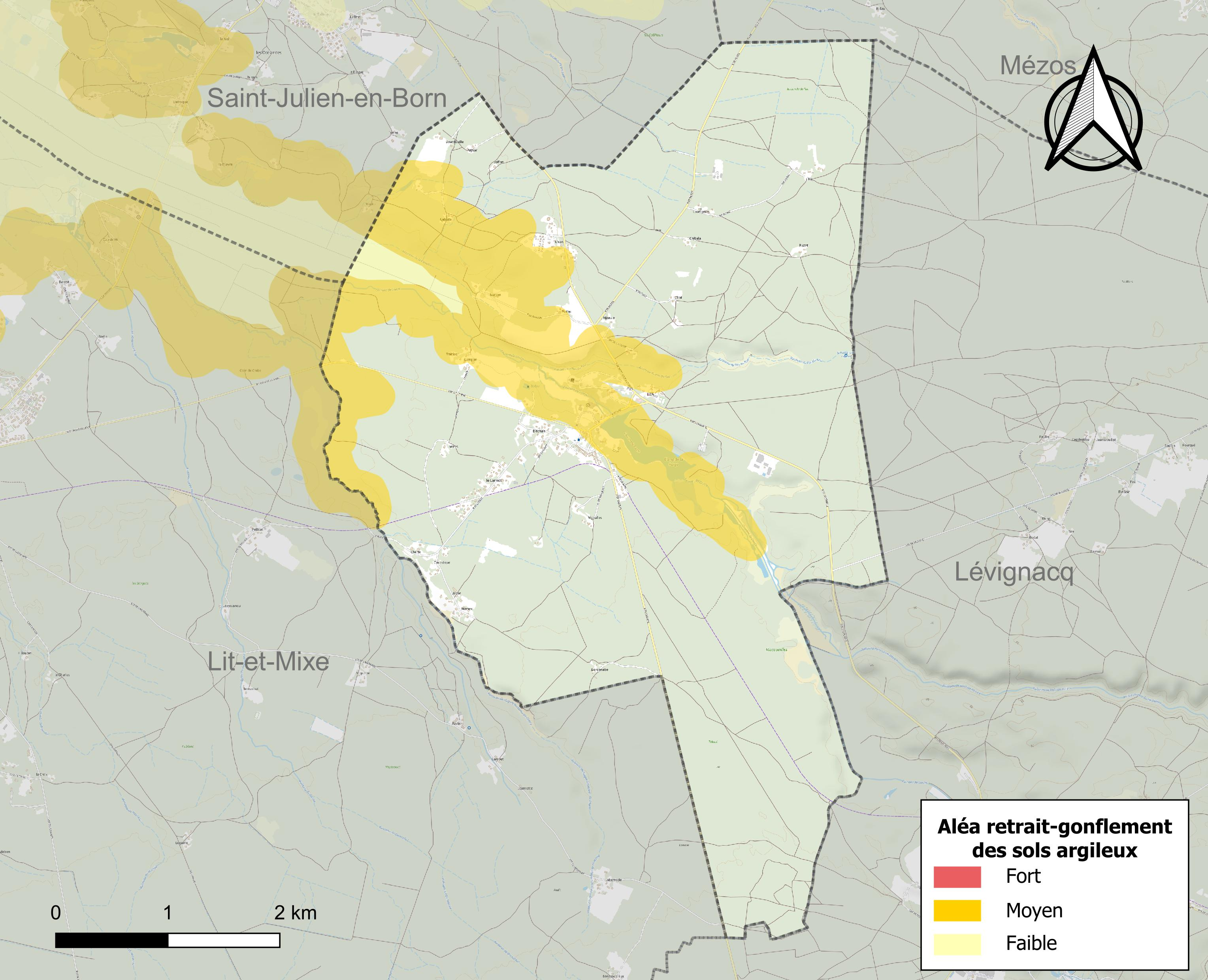
Carte des zones d'aléa retrait-gonflement des sols argileux d'Uza.

Le retrait-gonflement des sols argileux est susceptible d'engendrer des dommages importants aux bâtiments en cas d’alternance de périodes de sécheresse et de pluie. 18,4 % de la superficie communale est en aléa moyen ou fort (19,2 % au niveau départemental et 48,5 % au niveau national). Sur les 135 bâtiments dénombrés sur la commune en 2019,  24 sont en aléa moyen ou fort, soit 18 %, à comparer aux 17 % au niveau départemental et 54 % au niveau national. Une cartographie de l'exposition du territoire national au retrait gonflement des sols argileux est disponible sur le site du BRGM,.
La commune a été reconnue en état de catastrophe naturelle au titre des dommages causés par les inondations et coulées de boue survenues en 1999 et 2009 et par des mouvements de terrain en 1999.

## Toponymie
Uza vient du gascon Busar, signifiant fougeraie.

## Histoire
L'ancien quartier d'Uza est érigé en commune en 1872, par prélèvement territorial des communes de Lévignacq, Lit-et-Mixe et Saint-Julien-en-Born.
En arrivant depuis Saint-Julien-en-Born, se trouve sur le côté droit le château d'Uza construit sur une ancienne motte féodale. Il passe durant le Moyen Age dans les mains de plusieurs familles, avant que son héritière, Isabeau de Montferrand, n’épouse messire de Lur en 1396. Les Lur sont vicomte d'Uza. Trois siècles plus tard, la famille de Lur s’allie à celle de Saluces. Les Lur-Saluces bâtissent à partir de cette époque leur fortune sur l’exploitation des forges et des terres qu’ils possèdent autour du château. Ce dernier est de nos jours de style italien. La chapelle leur appartient également.
L'activité sidérurgique se développe autour de la forge d'Uza, exploitée à partir de 1759 par Henri de Lur-Saluces et sa sœur Marie, épouse du comte de Rostaing. En 1981 le travail de la forge cesse.  On peut encore de nos jours en apercevoir certains vestiges. L'étang, destiné jadis à alimenter les forges, est riche aujourd'hui d'une faune et d'une flore remarquables.
Uza compte une aspergeraie biologique, qui a vu le jour après la tempête Klaus qui a détruit le massif forestier familial pluricentenaire en 2009. Elle produit 90 tonnes d'asperge des Sables des Landes par an, partiellement exportées, et assure des revenus permettant l'entretien des différents massifs forestiers de la famille Lur-Saluces.

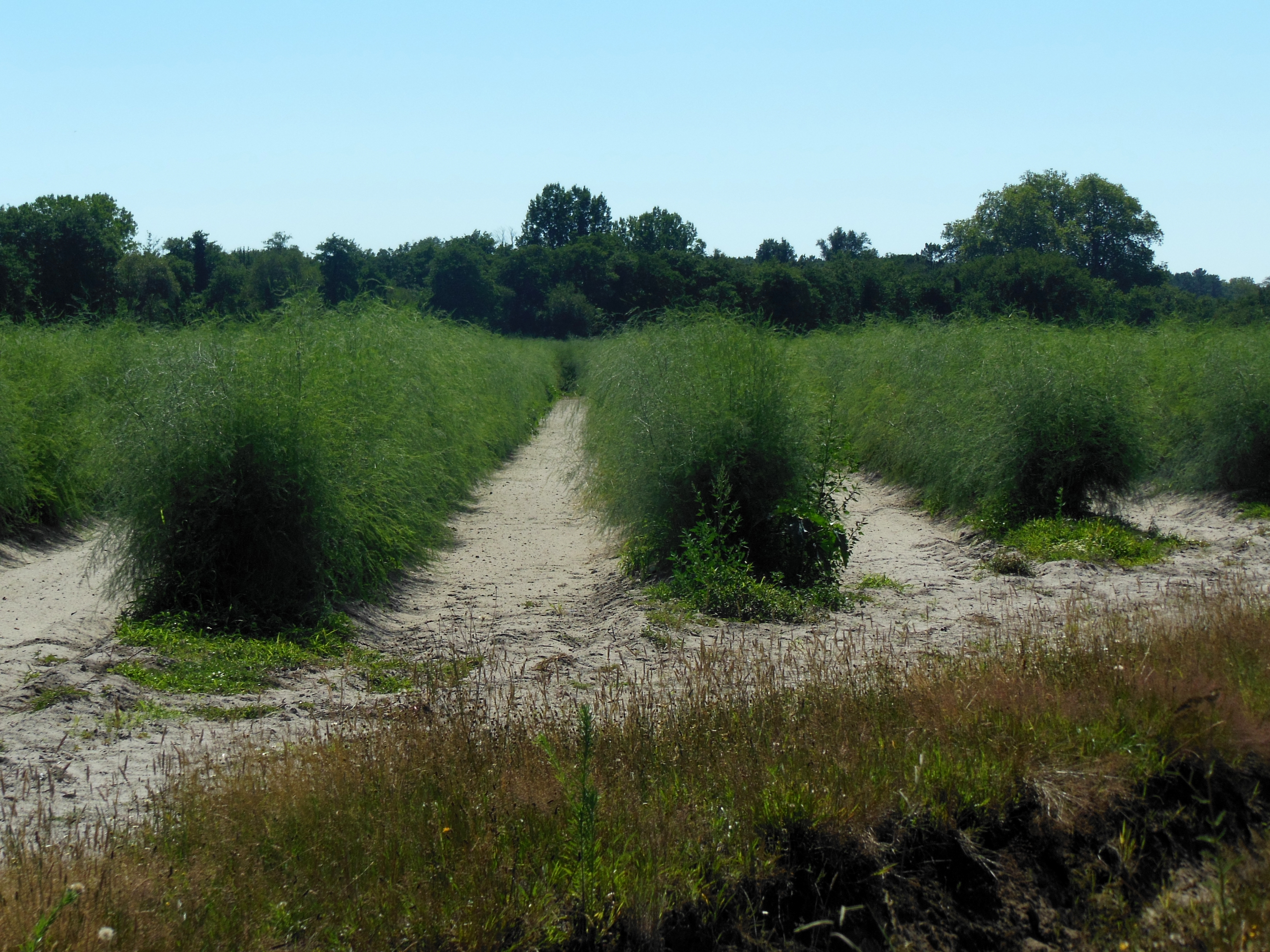
Aspergerais biologique d'Uza, production d'asperges des Sables des Landes (IGP), domaine de Lur-Saluces

## Politique et administration
| Période                                  | Période  | Identité                     | Étiquette | Qualité             |
| ---------------------------------------- | -------- | ---------------------------- | --------- | ------------------- |
| avant 1988                               | ?        | Raymond Demarcq              | PS        |                     |
| mars 2001                                | 2008     | Bertrand Marraud Des Grottes |           |                     |
| mars 2008                                | 2014     | Rémy Jumel                   |           | Commerçant retraité |
| mars 2014                                | En cours | Jean-Jacques Leblond         | DVG       | Artiste retraité    |
| Les données manquantes sont à compléter. |          |                              |           |                     |

## Démographie
| 1872 | 1876 | 1881 | 1886 | 1891 | 1896 | 1901 | 1906 | 1911 |
| ---- | ---- | ---- | ---- | ---- | ---- | ---- | ---- | ---- |
| 613  | 644  | 586  | 570  | 558  | 551  | 587  | 578  | 521  |

| 1921 | 1926 | 1931 | 1936 | 1946 | 1954 | 1962 | 1968 | 1975 |
| ---- | ---- | ---- | ---- | ---- | ---- | ---- | ---- | ---- |
| 451  | 436  | 398  | 372  | 332  | 347  | 354  | 313  | 307  |

| 1982 | 1990 | 1999 | 2006 | 2007 | 2012 | 2017 | 2022 | - |
| ---- | ---- | ---- | ---- | ---- | ---- | ---- | ---- | - |
| 234  | 184  | 160  | 160  | 160  | 159  | 195  | 188  | - |

## Lieux et monuments
- Église Saint-Louis d'Uza.
- Ancienne forge d'Uza .
- Château d'Uza.
- Monument aux morts réalisé par Henri Charlier en 1926 représentant saint Louis.

## Personnalités liées à la commune
- Alexandre de Lur Saluces (1934-2023), viticulteur, maire de Sauternes (1971-1989).